# Nikolaj Evseev
Nikolaj Sergeevič Evseev (in russo Николай Сергеевич Евсеев?; Leningrado, 16 aprile 1966) è un ex nuotatore sovietico, dal 1992 russo.

## Carriera
Specializzato nello stile libero, all'apice della carriera vinse la medaglia d'argento alle Olimpiadi di Seul 1988, partecipando alla 4x100m.

## Palmarès
- Giochi olimpici estivi

Seul 1988: argento nella 4x100m stile libero e un bronzo nei 4x100, misti.
- Mondiali

Madrid 1986: argento nella 4x100m stile libero e bronzo nella 4x100m misti.